# Laingsburg (Südafrika)
Laingsburg ist eine Stadt in der Lokalgemeinde Laingsburg, im Distrikt Central Karoo der südafrikanischen Provinz Westkap.

## Geografie
Laingsburg liegt in der Karoo, an der Nationalstraße N1, auf halber Strecke zwischen Kapstadt und Beaufort West. Der Ort besitzt einen Bahnhof an der Eisenbahnstrecke Cape Main Line. Am westlichen Stadtrand befindet sich ein Flugfeld. Benachbarte Städte sind Matjiesfontein (27 Kilometer entfernt), Touwsrivier (82 Kilometer), Beaufort West (198 Kilometer) und Ladismith (85 Kilometer).
Die Einwohnerzahl betrug 5667 (Stand 2011) in 1512 Haushalten.

## Geschichte

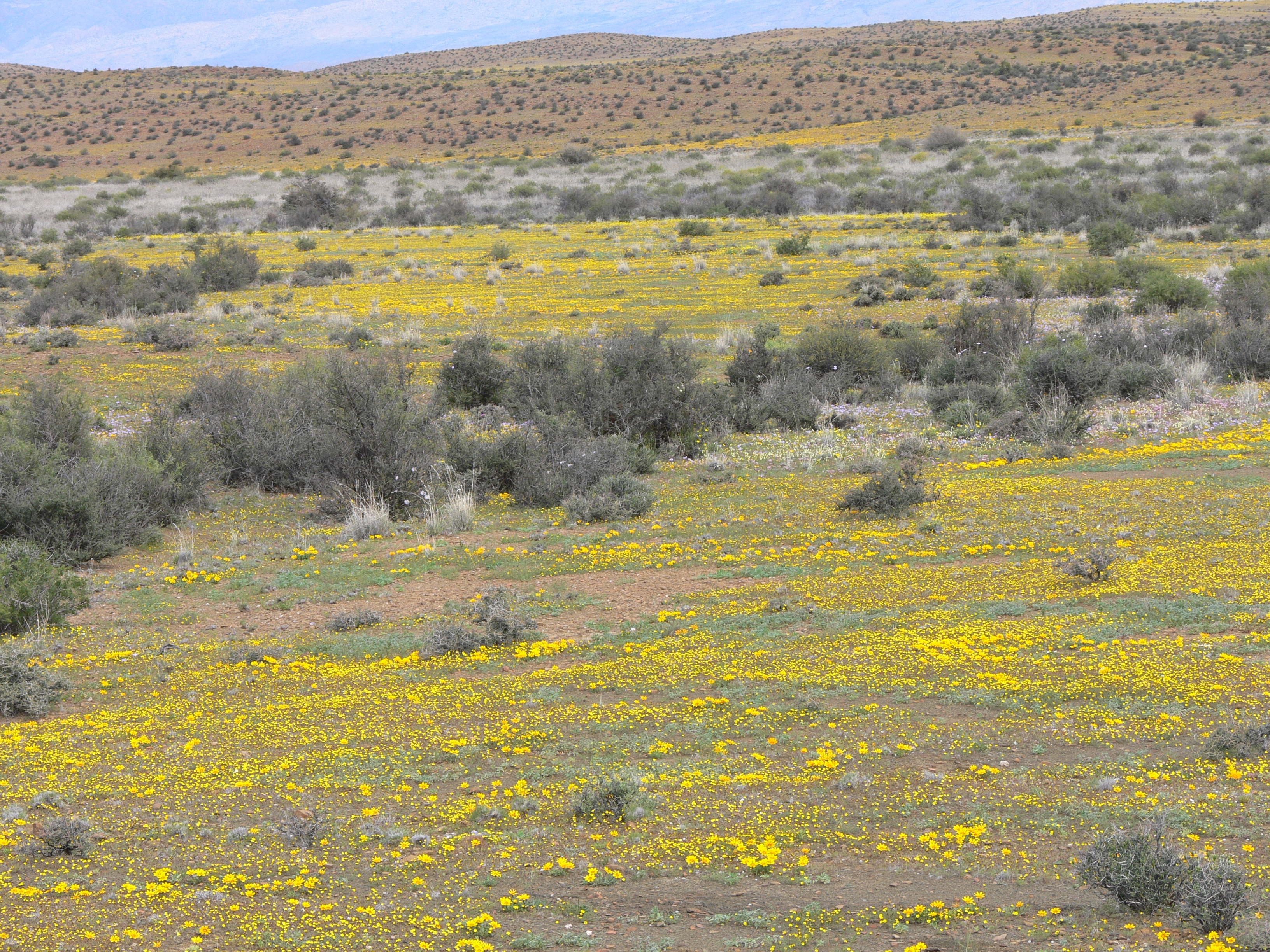
Blühende Karoo bei Laingsburg

Im Jahr 1862 erwarb Stephanus Greeff den Bauernhof Zoute Vlakte (deutsch: „Salzige Ebenen“). Heute erfolgt von hier aus die Wasserversorgung der Stadt. Der Bauernhof bot Schatten und frisches Trinkwasser. Er entwickelte sich bald zu einem populären Rastplatz. Greeff erwarb 1879 ein weiteres Grundstück (Vischkuil aan de Buffels Rivier) und stellte dazu den Antrag, einen Teil dieses Geländes für die Errichtung eines Dorfes nutzen zu können. Für eine kurze Zeit während des Aufbaus hatte das Dorf den gleichen Namen wie dieses Areal.
Schließlich entstand offiziell 1881 die Siedlung auf der Farm Vischkuil aan de Buffels Rivier. Genehmigt wurde dieses durch John Laing, den zuständigen Beauftragten der britischen Krone (englisch Commissioner of Crown Lands). Den Stadtstatus erhielt Laingsburg im Jahre 1906.
Später wurde die der Name geändert in Buffels Rivier und, als der Ort an eine Eisenbahnstrecke angeschlossen wurde, änderte sich der Name zu Nassau, um eine Verwechslung mit dem gleichnamigen Ort im Osten der Kapkolonie bei East London zu vermeiden. Dann wurde der Name zu Ehren John Laings geändert. Für eine Weile wurde die Stadt Laings Town genannt, da jedoch im lokalen Slang „Town“ wie das Afrikaanswort für „Zehe“ ausgesprochen wurde, gab es vermehrt Witze über die Stadt und deren Einwohner. Schnell wurde der Name dann zum heutigen Laingsburg geändert.
Rund 100 Jahre nach der Gründung wurde Laingsburg am 25. Januar 1981 durch eine Flut des Buffels River verwüstet. Innerhalb weniger Stunden stand die Stadt unter Wasser und die Bewohner mussten um ihr Leben kämpfen. Nur 21 Häuser blieben unbeschädigt und 104 Bewohner verloren in der Flutkatastrophe ihr Leben.